# Războiul de Iom Kipur
Războiul de Iom Kipur, Războiul arabo-israelian din 1973, Războiul de Ramadan, sau Războiul din octombrie (ebraică מלחמת יום הכיפורים/מלחמת יום כיפור - Milhemet Iom Hakipurim/Milhemet Iom Kipur; arabă حرب أكتوبر;/ حرب تشرين - ħarb October/ħarb Tishrin) a fost un conflict armat dintre Israel și o coaliție de națiuni arabe condusă de Egipt și Siria, care a durat între 6 octombrie și 26 octombrie 1973. Războiul a izbucnit de ziua de Iom Kipur (Ziua Ispășirii, cea mai importantă zi de post  evreiască), printr-un atac surpriză conjugat egipteano-sirian, forțele atacatoare traversând liniile de încetare a focului din Peninsula Sinai și respectiv, de pe platoul Golan, teritorii cucerite de Israel în Războiul de Șase Zile (1967).
Egiptenii și sirienii au avansat în primele 24 – 48 de ore, după care situația militară a început să se schimbe în favoarea israelienilor. După a doua săptămână de lupte, sirienii fuseseră scoși definitiv din zona platoului Golan. În sud, în peninsula Sinai,  israelienii au lovit la punctul de joncțiune a două corpuri de armată egiptene, (Armata a II-a și Armata a III-a) traversând canalul Suez, (vechea linie de încetare a focului), încercuind o întreagă armată egipteană, chiar în momentul în care intra în acțiune rezoluția de încetarea a focului a ONU.
Războiul a avut numeroase implicații pentru multe națiuni. Lumea arabă, care  fusese umilită de înfrângerea categorică a coaliției egipteano-siriano-iordaniene din timpul Războiului de șase zile, s-a simțit răzbunată de seria de victorii de la începutul războiului. Același sentiment a deschis calea către procesul de pace care avea să urmeze, ca și spre liberalizările care au urmat, precum așa-numita infitah, "politica egipteană a porților deschise". Acordurile de la Camp David, care au fost semnate la scurtă vreme după aceea, au dus la normalizarea relațiilor dintre Egipt și Israel și la recunoașterea, pentru prima oară de către un stat arab, a Israelului. Egiptul, care se distanțase deja de Uniunea Sovietică, a părăsit după acest moment definitiv sfera de influența sovietică.

## Tabloul general al evenimentelor

### Pretextul războiului
Acest război a fost parte a conflictului arabo-israelian, de-a lungul căruia au avut loc mai multe războaie, începând cu anul 1948. În timpul războiului de șase zile, israelienii au cucerit întregul Sinai, până la Canalul Suez, malurile canalului devenind mai apoi linia de încetare a focului. De asemenea, Israelul a cucerit și Platoul Golan, care aparținea Siriei. 
În anii care au urmat, Israelul a ridicat linii de fortificații atât în Sinai, cât și pe platoul Golan. În 1971, Israelul a cheltuit 500.000.000 $ pentru un lanț de fortificații și lucrări genistice de-a lungul canalului Suez, numite, în cinstea generalului Haim Bar-Lev, Linia Bar-Lev.
Conform lui Haim Herzog,
Pe 19 iunie 1967, Guvernul de Unitate Națională [al Israelului] a votat în unanimitate retrocedarea Sinaiului către Egipt și platoului Golan, Siriei, în schimbul unor acorduri de pace. Platoul Golan trebuia să fie demilitarizat și trebuiau negociate aranjamente speciale pentru Strâmtoarea Tiran. Guvernul a hotărât de asemenea să inițieze negocieri cu regele Hussein al Iordaniei cu privire la granița răsăriteană.
Decizia israelienilor urma să fie adusă la cunoștința națiunilor arabe cu ajutorul Statelor Unite. Deși americanii au fost informați de decizie, se pare că aceștia din urmă nu au transmis-o mai departe. Nu există nici o dovadă că Siria și Egiptul au recepționat oferta israeliană. Decizia a fost ținută strict secretă în cercurile guvernamentale israeliene și oferta a fost retrasă în octombrie 1967.
Egiptul și Siria doreau retrocedarea terenurilor pierdute în războiul de șase zile. Până la urmă, prin rezoluția Summitului arab de la Khartoum au fost stabiliți cei "trei NU", care afirmau că "NU va fi pace, NU va fi recunoaștere, NU vor fi negocieri cu Israelul."
Președintele Egiptului, Gamal Abdel Nasser, a murit în septembrie 1970. El a fost urmat la conducerea țării de Anwar Sadat, care a hotărât să lupte cu Israelul și să recucerească teritoriul pierdut în timpul războiului de șase zile. În 1971, Saadat, ca răspuns la o inițiativă a negociatorului ONU Gunnar Jarring, a declarat că, dacă Israelul își "retrage forțele armate din Sinai și din Fâșia Gaza" și, dacă acest stat este gata să accepte Rezoluția Consiliului de Securitate nr. 242 așa cum cerea Jarring, Egiptul "va fi gata să înceapă tratative de pace cu Israelul". Israelul a răspuns că nu se va retrage la liniile de dinainte de războiul din 5 iunie 1967.
Sadat a sperat că și dacă ar fi provocat o înfrângere, chiar și limitată, Israelului, starea de fapt putea fi schimbată. Hafez al-Assad, liderul Siriei, avea o altfel de părere. El nu era interesat de începerea unor negocieri și considera că teritoriile pierdute puteau fi recucerite numai printr-o acțiune militară. De la sfârșitul Războiului de Șase Zile, Assad a inițiat o întărire masivă a forțelor armate, în speranța transformării Siriei în forța militară dominantă a lumii arabe. Cu ajutorul Egiptului, Assad a considerat că noua sa armată poate să învingă în mod sigur armata israeliană, cucerind astfel rolul dominant în zonă. Assad credea că orice negocieri pot să înceapă numai după recucerirea prin forța armelor a Platoului Golan, ceea ce ar fi făcut ca Israelul să părăsească Cisiordania ("Malul de Vest al Iordanului") și Fâșia Gaza și, eventual, să facă și alte concesii.
Sadat avea la rândul lui preocupări interne importante care-l făceau să dorească războiul. "Cei trei ani trecuți de la preluarea puterii de către Sadat... au fost cei mai demoralizanți din istoria Egiptului... O economie secătuită s-a adăugat la deznădejdea națională. Războiul era alegerea disperată." În biografia lui Sadat, autorul Raphael Israeli aducea argumentul că liderul egiptean considera că rădăcina problemei se afla în marea rușine a înfrângerii din războiul de șase zile și, înainte de introducerea oricăror reforme, rușinea trebuia ștearsă. Economia Egiptului era la pământ, dar Sadat știa că reformele hotărâte pe care considera că trebuie să le întreprindă vor fi foarte nepopulare printre anumite pături ale populației. O victorie militară i-ar fi asigurat popularitatea de care ar fi avut nevoie pentru efectuarea reformelor. O parte a populației egiptene, în special tineretul universitar, a început proteste de stradă, cerând cu hotărâre recucerirea Sinaiului, condamnându-l pe Sadat pentru inacțiunea de trei ani de zile.
Alte țări arabe arătau mai multă reținere față de angajarea într-un nou război. Regele Hussein al Iordaniei se temea că țara va pierde mai mult teritoriu decât pierduse deja, în Războiul de Șase Zile fiind pierdută și aproximativ o jumătate din populația țării. Sadat sprijinea de asemenea pretențiile Organizației pentru Eliberarea Palestinei față de Cisiordania și Fâșia Gaza, în eventualitatea unei victorii, teritoriile fiindu-i promise lui Yasser Arafat. Hussein considera încă Cisiordania ca parte integrantă a Iordaniei și voia să o realipească regatului său. Mai mult decât atât, în timpul crizei "Septembrie negru" din 1970, a izbucnit un conflict asemănător unui război civil între palestinienii din Organizația pentru Eliberarea Palestinei condusă de Yasser Arafat și trupele guvernamentale iordaniene. În acest conflict, Siria a intervenit în favoarea palestinienilor. Conducerea si militantii OEP au fost siliți să părăsească Iordania și să găsească refugiu in Liban.
Irakul și Siria aveau de asemenea relații încordate, irakienii au refuzat la început să se alăture ofensivei. Libanul, care avea graniță comună cu Israelul, nu era așteptat să se alăture alianței arabe, datorită faptului că avea o armată mică și era în mod evident o țară deja instabilă. În lunile de dinainte de declanșarea atacului, Sadat a început o ofensivă diplomatică pentru cucerirea sprijinului pentru război. La sfârșitul anului 1973, el a pretins că  are sprijinul a nu mai puțin de 100 de state. Era vorba de cele mai multe state ale Ligii Arabe, ale Mișcării țărilor nealiniate și ale Organizației Unității Africane. Sadat a căutat să câștige simpatia statelor europene și a reușit în oarecare măsură. Britanicii și francezii au luat partea arabilor pentru prima oară împotriva israelienilor în Consiliul de Securitate al ONU.

### Evenimentele care au dus la război
Anwar Sadat a declarat public în 1972 că Egiptul este decis să înceapă războiul împotriva Israelului, iar țara este pregătită să "sacrifice un milion de soldați egipteni în luptă." De la sfârșitul anului 1972, Egiptul a început un efort susținut pentru modernizarea forțelor armate, dotându-se cu avioane MiG-21, rachete sol-aer SA-2, SA-3, SA-6 și SA-7, tancuri T-55 și T-62, ca și cu rachete antitanc RPG-7,AT-3, toate din Uniunea Sovietică. De asemenea, Egiptul și-a îmbunătățit tacticile militare de luptă. Generalii promovați pe criterii politice, vinovați de dezastrul din 1967, au fost înlocuiți cu ofițeri superiori competenți.
Cele două mari superputeri (SUA și URSS) au avut de asemenea un rol important în declanșarea și urmările războiului. Politica Uniunii Sovietice a fost unul dintre factorii care au cauzat slăbiciunea militară egipteană. Președintele Nasser a reușit să obțină materiale numai pentru o linie de rachete de apărare antiaeriană, după ce a vizitat Moscova și a negociat cu liderii sovietici. El a afirmat în cursul negocierilor că, dacă Moscova nu oferă ajutorul militar cerut, trebuie să se întoarcă în Egipt și să spună concetățenilor săi că URSS-ul i-a abandonat, după care ar trebui să demisioneze în favoarea unui colaborator capabil să negocieze cu americanii. Dacă s-ar fi întâmplat așa ceva, americanii ar fi devenit puterea dominantă în regiune, o situație pe care sovieticii nu o puteau accepta.
Unul dintre obiectivele nedeclarate ale Egiptului în timpul Războiului de Uzură a fost acela de a forța URSS-ul să vândă egiptenilor arme și materiale de război cât mai moderne. Liderii militari egipteni au considerat că singura metodă de a convinge conducerea sovietică de deficiențele a celei mai mari părți a avioanelor și armamentului livrate după războiul din 1967, era să le supună unui test împotriva armamentului livrat de Statele Unite Israelului.
Politica lui Nasser de după înfrângerea din 1967 a intrat în conflict cu cea a URSS-ului. Uniunea Sovietică încerca să evite un nou conflict arabo-israelian, pentru a nu  fi atrasă într-un conflict de mai mare anvergură cu Statele Unite ale Americii. Adevărata față a problemelor a devenit vizibilă la întâlnirea superputerilor de la Oslo, unde s-a convenit asupra menținerii status quo-ului. O asemenea înțelegere era de neacceptat pentru liderii egipteni, iar în momentul în care s-a dovedit că preparativele pentru atacul peste canalul Suez au transpirat, a devenit imperativă expulzarea instructorilor militari ruși din Egipt. În 1972, Sadat a expulzat din țară aproape pe toți cei 20.000 de instructori sovietici și a reorientat politica externă către Statele Unite.
Sovieticii nu credeau într-o victorie a lui Sadat într-un eventual război. Ei l-au avertizat pe conducătorul egiptean că o încercare de traversare a liniei puternic fortificate a Suezului va produce pierderi grele atacatorilor. Sovieticii, preocupați de noua lor politică de destindere, nu erau interesați de destabilizarea Orientului Mijlociu. În cadrul întâlnirii dintre liderii celor două superputeri mondiale, Leonid Brejnev i-a propus lui Richard Nixon să convingă Israelul să se retragă pe granițele din 1967. Brejnev a afirmat că dacă Israelul nu s-ar retrage, "noi vom avea dificultăți să ținem situația militară sub control"—o indicație că Uniunea Sovietică nu mai era capabilă să împiedice planurile lui Sadat.
Într-un interviu publicat în  Newsweek (9 aprilie 1973), președintele Sadat a amenințat din nou Israelul cu războiul. De mai multe ori de-a lungul anului 1973, forțele arabe au întreprins aplicații de anvergură, care au pus forțele israeliene în stare maximă de alarmă. Conducerea israeliană era deja convinsă în acel moment că dacă arabii ar fi atacat, Forțele Aeriene Israeliene erau capabile să respingă atacul.
Pe 24 octombrie 1972, la o întâlnire a Consiliului Suprem al Forțelor Armate, Sadat a afirmat că este gata să meargă la război împotriva Israelului chiar și fără un sprijin din partea Uniunii Sovietice. Planificarea atacului s-a făcut în condiții de maxim secret – nici chiar comandanților eșaloanelor superioare nu li s-a spus nimic de planurile de război până cu o săptămână înainte de atac, iar soldaților nu li s-a spus nimic până cu câteva ore mai înainte de începerea acțiunii. Planul de atacare a Israelului împreună cu Siria a purtat numele de cod  "Operațiunea Badr" (în traducere "lună plină"). Numele operațiunii ar putea să aibă o legătură cu bătălia de la Badr, în care musulmanii conduși de Muhammad a învins tribul Quraish din Mecca.

### Pregătirea pentru atacul surpriză
Directoratul contraspionajului militar israelian, "liderul comunității israeliene de informații"în frunte cu generalul Eli Zeira a fost responsabil pentru formularea prognozelor cu privire la un posibil atac. Aprecierile lor cu privire la probabilitatea izbucnirii unui război erau bazate pe câteva supoziții. 
1. Mai întâi, s-a presupus corect că Siria nu va porni un atac dacă nu va intra în război și Egiptul.
2. Mai apoi, contraspionajul israelian a aflat de la un informator egiptean aflat în cele mai înalte sfere ale puterii, cunoscut mulți ani la rând ca "Sursa" sau "Îngerul" și care începând din 2004 a fost divulgat ca fiind Marwan Ashraf, unul din ginerii fostului președinte Nasser, devenit apropiat al lui Sadat [11], că Egiptul dorea să recucerească întreg Sinaiul, dar că nu va începe războiul până când Uniunea Sovietică nu va livra întreg lotul contractat de avioane de vânătoare-bombardament, (necesare neutralizării aviației israeliene),  cât și cel de rachete Scud, (necesare atacării orașelor israeliene, pentru descurajarea atacurilor asupra infrastructurii egiptene). Deoarece sovieticii nu livraseră avioanele, iar rachetele ajunseră în Egipt doar la sfârșitul lui august, în plus mai fiind necesare patru luni pentru pregătirea servanților bateriilor, Directoratul contraspionajului israelian a apreciat că atacul egiptean nu era iminent. Această presupunere despre planurile strategice egiptene, așa numita "concepție," a prejudiciat grav modul de gândire israelian și a dus la neluarea în seamă a unor informații foarte credibile despre iminența atacului.[12]

Egiptenii au făcut tot ce le-a stat în putință să adâncească această concepție greșită. Atât israelienii, cât și americanii, au considerat că expulzarea consilierilor militari sovietici a redus în mod considerabil eficiența armatei egiptene. Egiptenii au asigurat un flux continuu de informații false în legătură cu problemele de întreținere a echipamentului militar de proveniență sovietică, cât și în legătură cu lipsa de personal pregătit să folosească cele mai moderne arme. Egiptenii au făcut rapoarte mincinoase despre lipsa pieselor de schimb, rapoarte care au ajuns în mâinile israelienilor. Sadat făcuse așa de frecvent declarații false de război, încât adevăratele sale intenții au trecut neobservate de toată lumea. În mai și august 1973, armata egipteană a fost angajată în aplicații de-a lungul liniei de demarcație, mobilizarea de răspuns a forțelor israeliene golind visteria armatei de aproximativ 10 milioane de dolari.
În săptămâna dinaintea atacului, egiptenii au planificat o aplicație de lungă durată în zona Canalului Suez. Contrainformațiile israeliene, după ce au detectat mișcări masive de trupe, au apreciat aceste concentrări ca fiind un nou exercițiu. Mișcările trupelor siriene către graniță puteau da de gândit, dar nu au fost considerate o amenințare, deoarece contraspionajul militar a considerat că Egiptul și Siria nu vor ataca decât după ce vor fi dotate cu ultimele tipuri de arme sovietice contractate.
Motivul evident pentru care a fost aleasă sărbătoarea evreiască de Iom Kipur pentru declanșarea atacului surpriză era acela că în acea zi, spre deosebire de oricare alta, Israelul era aproape paralizat. De Iom Kippur, nu numai evreii ultrareligioși, dar și cei mai puțin credincioși postesc, se abțin de la folosirea focului, electricității, motoarelor, comunicațiilor, etc, iar traficul rutier  se reduce la zero. Numeroși soldați părăsesc cazărmile pentru petrecerea sărbătorii în familie, iar Israelul este cel mai vulnerabil, cea mai mare parte a armatei sale fiind demobilizată. Declanșarea atacului a coincis cu sărbătoarea musulmană a Ramadanului, în timpul căreia numeroși soldați musulmani posteau, de asemenea, în timpul zilei
În ciuda refuzului de a participa la atac, regele  Hussein al Iordaniei s-a întâlnit cu Sadat și cu președintele Siriei Assad în Alexandria cu două luni mai înainte. Dată fiind suspiciunea mutuală care prevala printre liderii arabi, este puțin probabil că regelui să i se fi spus ceva despre atac. Dar este posibil ca Sadat și Assad să fi pus problema războiului împotriva Israelului în termeni mai generali ca să testeze dorința iordanienilor de intrare în luptă.  În noaptea de 25 septembrie, Hussein a efectuat un zbor secret la Tel Aviv, ca să-l prevină pe prim-ministrul israelian din acea vreme, Golda Meir, despre  iminența atacului sirian. "Au de gând să intre în război fără ajutorul egiptean?" a întrebat primul ministru Meir. Regele a răspuns  că nu crede.  "Cred că ei [egiptenii], vor coopera'". În mod surprinzător, acest avertisment nu a fost luat în seamă. Contrainformațiile israeliene au considerat că regele iordanian nu le-a spus nimic din ceea ce ei nu știau deja. 11 avertizări de război au fost primite de Israel în luna septembrie din surse de încredere. Dar șeful Mossadului, Zvi Zamir, a continuat să insiste că războiul nu era o opțiune a arabilor. Nici măcar avertismentele lui Hussein nu au reușit să-i zdruncine convingerile.  Șeful Mosadului avea să recunoască mai târziu că: "Pur și simplu nu-i credeam capabili [de război]." 
În cele din urmă, Zvi Zamir s-a deplasat personal în Europa ca să se întâlnească cu Marwan Ashraf (înaltul oficial egiptean pomenit mai înainte) în noaptea de 5 spre 6 octombrie. Ashraf l-a informat că atacul conjugat siriano-egiptean este iminent. Acest ultim avertisment, alături de alte câteva mai vechi, a hotărât înaltul comandament israelian să intre în acțiune. Cu câteva ore mai înainte de declanșarea atacului, au fost date ordine pentru mobilizarea parțială a rezerviștilor.  În mod ironic, chemarea la arme a rezerviștilor s-a făcut mai ușor decât de obicei, aproape toți cei convocați aflându-se în sinagogi, sau în sânul familiei.

### Lipsa unui atac preventiv din partea Israelului

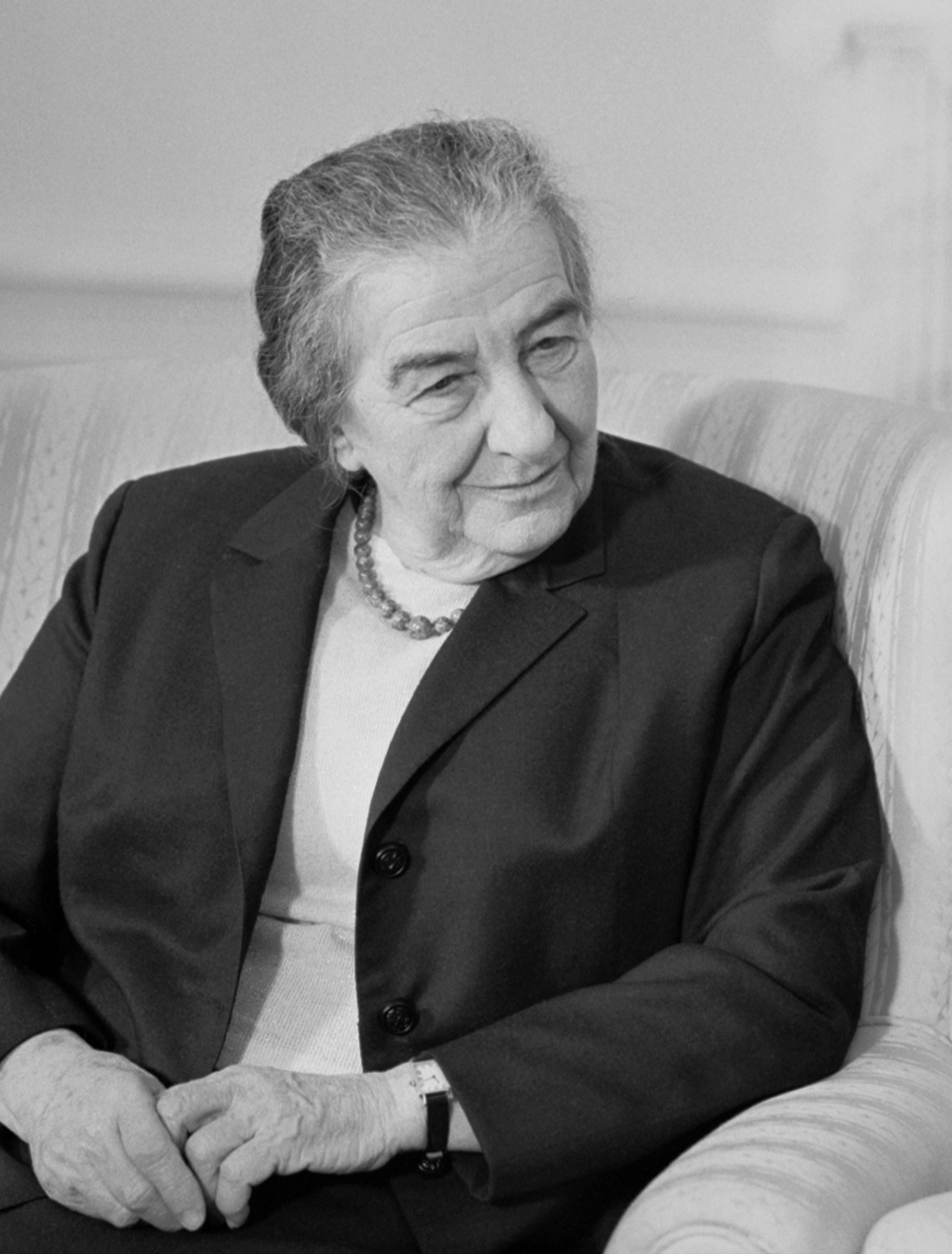
În ciuda faptului că era conștientă de iminența unui atac arab, Golda Meir a luat decizia controversată de a nu lansa un atac preventiv.

Doctrina militară israeliană era bazată pe ideea că, dacă un atac arab este iminent, Israelul trebuie să lanseze un atac preventiv. Se presupunea că spionajul israelian avea să dea, în cel mai rău caz, un avertisment cu cel puțin 48 de ore mai înainte de declanșarea unui atac arab.
Golda Meir, Moshe Dayan și generalul David Elazar s-au întâlnit la ora 8 în dimineața zilei de Iom Kipur, cu 6 ore înainte de începerea războiului. Dayan a declarat la începutul întâlnirii că războiul nu era o certitudine. Elazar și-a prezentat și el argumentele lui pentru un atac preventiv împotriva aeroporturilor siriene, care să aibă loc la prânz, asupra lansatoarelor de rachete, care să aibă loc la ora 15 și asupra forțelor terestre, care să aibă loc la ora 17. Când prezentarea s-a încheiat, primul-ministru a șovăit câteva momente, după care a luat o decizie clară. Nu va fi lansată o lovitură preventivă. Israelul ar avea nevoie foarte rapid de ajutorul imediat al americanilor și trebuia să nu poată fi făcut vinovat de începerea războiului. „Dacă noi atacăm primii, nimeni nu ne va ajuta”, a afirmat primul-ministru. Națiunile europene, amenințate de un embargou petrolier arab și de un boicot comercial, au încetat să-i mai aprovizioneze cu muniții pe israelieni. Ca urmare, Israelul depindea în totalitate de Statele Unite pentru a-și reaproviziona armata.
Cunoscând toate elementele ecuației, azi se poate aprecia că această decizie a fost poate cea mai bună. Câtă vreme Operațiunea Nickel Grass, (podul aerian american pentru aprovizionarea armatei israeliene început pe 13 octombrie), nu a reușit să asigure înlocuirea echipamentului militar pierdut în luptă, Israelul a trebuit să folosească până la epuizare toate rezervele pe care le avea în țară. Dacă ar fi lovit primii, după spusele lui Henry Kissinger, israelienii nu ar fi primit ajutor „nici cât negru sub unghie”.

## Operațiunile militare

### În Sinai
Egiptenii se temeau să avanseze dincolo de o fâșie îngustă apărată de rachetele antiaeriene SAM. În timpul războiului de șase zile, forțele aeriene israeliene au distrus armatele arabe lipsite de apărare. Egiptul și Siria își fortificaseră pozițiile de pe liniile de încetare a focului cu baterii de rachete SAM, împotriva cărora Israelul nu avea nici o contra-armă. Israelul, care investise sume enorme din bugetul său de apărare pentru edificarea celei mai puternice forțe aeriene zonale, și-a văzut aviația total neputincioasă în fața bateriilor antiaeriene arabe.
Anticipând un contraatac rapid al blindatelor israeliene, egiptenii își dotaseră militarii din primul val al atacului cu un număr fără precedent de arme portabile antitanc – aruncătoare de grenade antitanc (AG-7) – și cu devastatoarele rachete ghidate prin fir AT-3. Unul din trei soldați egipteni avea în dotare o armă antitanc. În plus, parapeții tranșeelor de pe partea egipteană a canalului au fost înălțate de două ori mai mult decât cele ale israelienilor, dându-le atacatorilor o platformă de pe care puteau trage de la înălțime asupra trupelor sau tancurilor inamice.

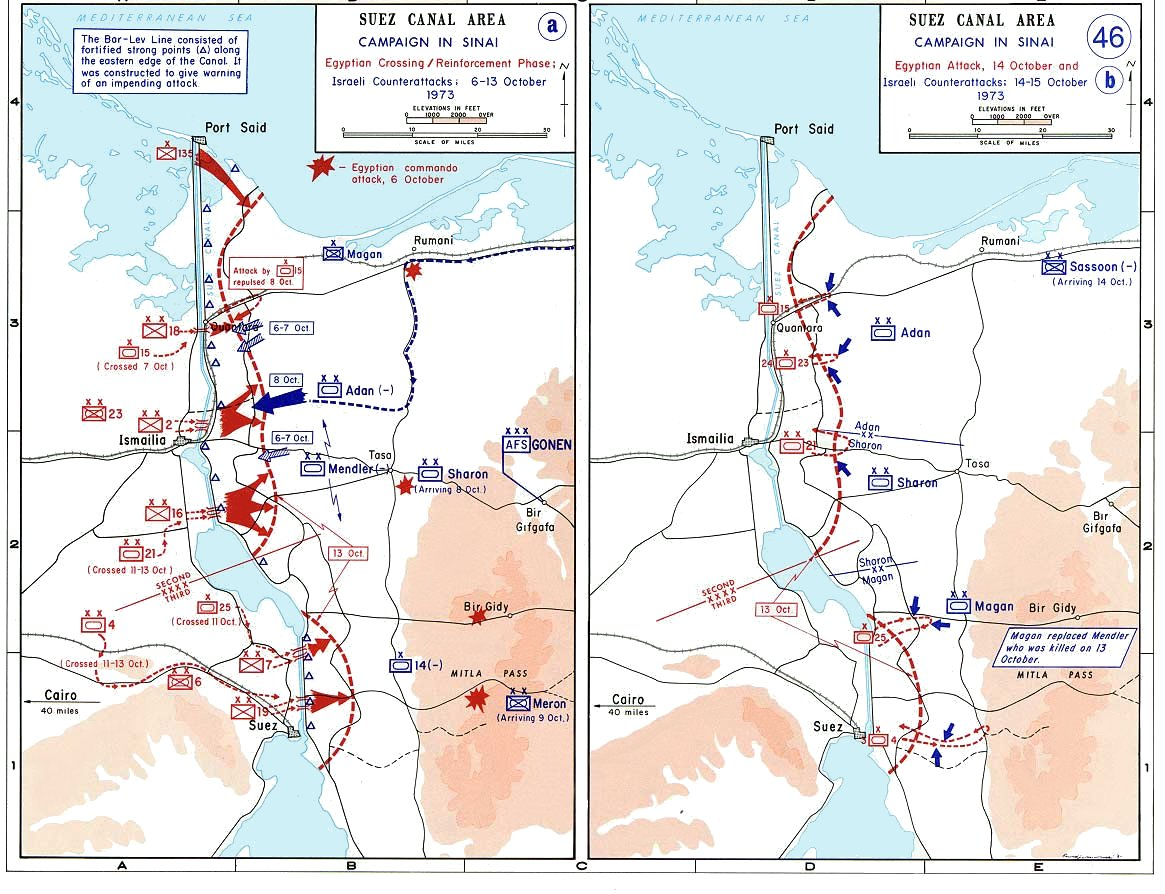
Războiul din Sinai din 1973, din 6 până pe 15 octombrie.

Armata egipteană a luat prin surprindere pe toată lumea străpungând apărarea israeliană, (cu efectivele subdimensionate datorită sărbătorii de Iom Kippur). Cele mai multe baricade erau construite în principal din nisip, iar forțele egiptene au folosit tunuri cu apă alimentate din Canalul Suez pentru a le distruge. Soldații au traversat canalul în mici bărci sau pe plute gonflabile, într-o operațiune care a rămas cunoscută ca "Traversarea", reușind în scurtă vreme să captureze sau să distrugă toate forturile Liniei Bar-Lev, cu excepția unuia. Printr-o operațiune meticulos pregătită, forțele egiptene au avansat aproximativ 15 km în deșertul Sinai cu două corpuri de armată combinate. Batalioanele care asigurau apărarea forturilor Liniei Bar-Lev au fost copleșite din punct de vedere numeric. Numai una dintre fortificații,  aflată la capul de nord al liniei întărite, (cu numele de cod "Budapesta"), a rămas sub controlul israelian de-a lungul întregului conflict.
Forțele egiptene și-au consolidat pozițiile cucerite. Pe 8 octombrie, comandantul frontului de sud, generalul israelian  Shmuel Gonen, care fusese numit în funcție de numai trei luni mai înainte de eliberarea la vatră a lui Ariel Sharon, a dat ordinul de contraatac al brigăzii lui Gabi Amir împotriva egiptenilor fortificați în zona Hizayon, care era acoperită împotriva atacurilor blindatelor de lansatoarele de rachete  AT-3 aflate pe malul estic al Canalului Suez. În ciuda reținerilor lui Amir, atacul a fost pornit cu rezultate dezastruoase pentru israelieni. La căderea serii, un contraatac al egiptenilor a fost oprit de Divizia a 143-a blindată israeliană. Sharon a fost chemat din nou în fruntea diviziei. Luptele s-au calmat, nicio parte nedorind să se aventureze într-un atac de anvergură.
După atacul dezastruos din data de 8 octombrie, ambele părți au trecut în defensivă și au așteptat ca adversarul să atace primul. Elazar l-a demis pe Gonen, care se dovedise incapabil, și l-a înlocuit cu Haim Bar-Lev, reactivat. De teamă ca o asemenea înlocuire să nu distrugă moralul trupelor, și așa ajuns la cote alarmant de scăzute, Gonen a fost numit șef de stat major al noului comandant Bar-Lev.
După câteva zile de așteptare, Sadat, dorind să ușureze presiunea exercitată asupra aliaților săi sirieni, a ordonat generalilor Saad El Shazly și Ahmad Ismail Ali să atace. Egiptenii au mobilizat și rezerviștii și au atacat pe 14 octombrie. Atacul, cea mai amplă acțiune de la atacul egiptean inițial de Iom Kipur, a fost un eșec total, prima cotitură egipteană majoră a cursului în războiului. În loc să-și concentreze forțele de manevră, egiptenii au ales să atace frontal pe toată lungimea frontului. Pierderile egiptenilor au fost apreciate la 150 - 250 de tancuri.

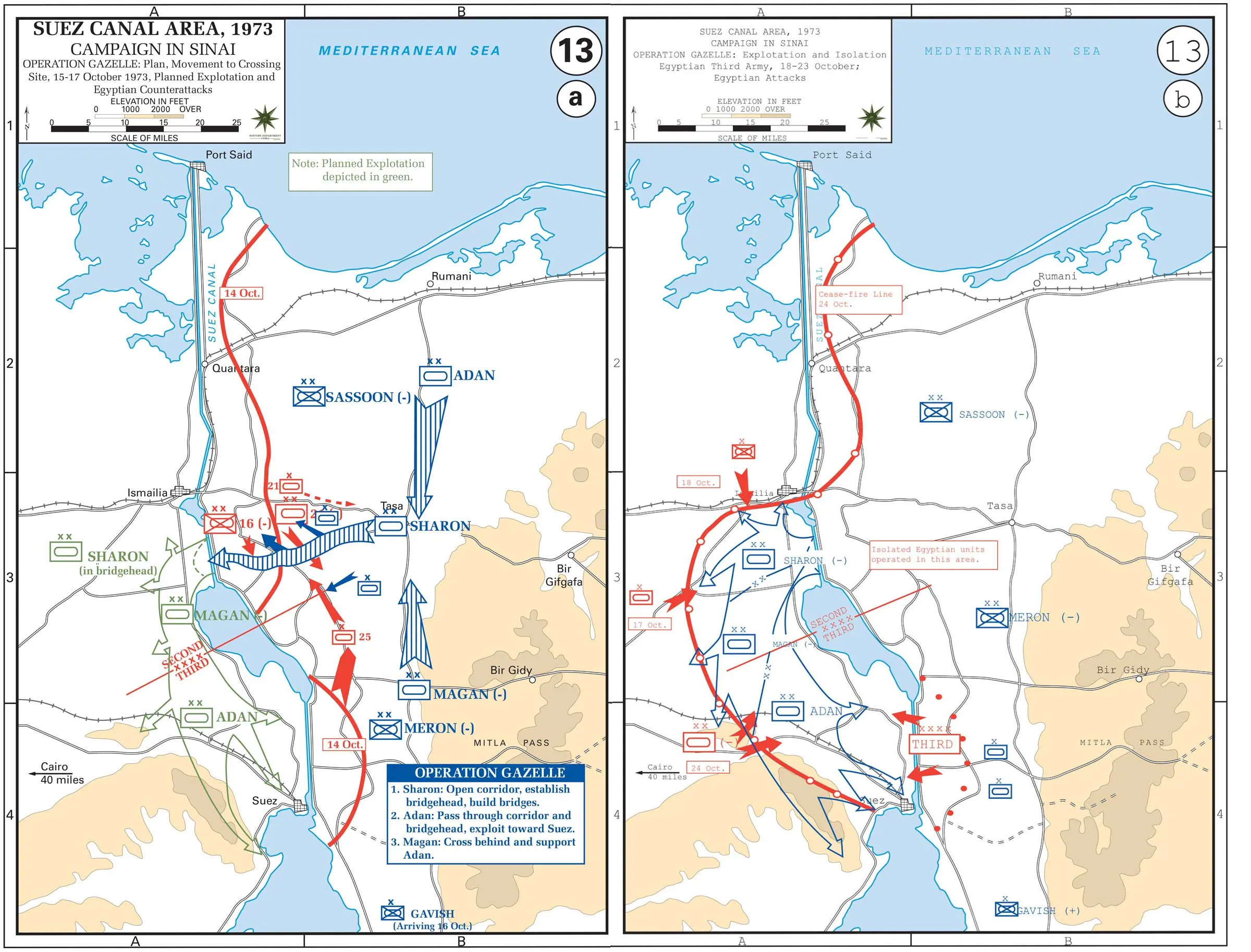
Războiul din Sinai din 1973, din 15 până pe 24 octombrie.

În ziua următoare, (15 octombrie), israelienii au lansat "Operațiunea Neînfricatul", un contraatac care trebuia să străpungă liniile egiptene și să-i treacă pe israelieni dincolo de Canalul Suez. Atacul a fost o schimbare de proporții a tacticilor israeliene, care se bazau mai înainte pe sprijinul avioanelor și blindatelor. Cum blindatele israeliene fuseseră decimate de armele antitanc egiptene, infanteria a folosit tactici de infiltrare către pozițiile bateriilor de rachete SAM, apărate necorespunzător împotriva unui atac al soldaților de comando. O divizie condusă de generalul-maior Ariel Sharon a atacat liniile egiptene la nordul Marelui Lac Amar, în vecinătatea orașului Ismailiya. Israelienii au atacat într-un punct slab al egiptenilor, "joncțiunea" dintre  Armata a 2-a egipteană din nord și Armata a 3-a egipteană din sud. Într-una dintre cele mai sângeroase lupte ale războiului, israelienii au deschis o breșă în liniile egiptene și au ajuns la Canalul Suez. O mică forță a traversat canalul și a creat un cap de pod pe celălalt mal. Timp de aproape 24 de ore, trupele israeliene au fost transbordate în bărci gonflabile ușoare, fără să fie urmate de unități de blindate. În schimb, infanteriștii israelieni erau înarmați cu rachete antitanc americane M72 LAW, cu ajutorul cărora au respins atacul blindatelor egiptene. Odată ce apărarea antitanc și antiaeriană egipteană au fost neutralizate, infanteria a putut să se bazeze din nou pe sprijinul aviației și tancurilor.
Mai înainte de începerea războiului, temându-se de un atac israelian peste canalul Suez, nicio națiune occidentală nu vânduse Israelului elemente pentru construirea podurilor de pontoane. Israelienii au reușit să repare module de poduri de pontoane vechi, rămase din al doilea război mondial. De asemenea, israelienii au construit un pod mai sofisticat ("pod rulou"), dar problemele logistice legate de înghesuiala de pe drumurile spre punctul de traversare au întârziat sosirea acestuia din urmă pentru câteva zile. După montarea podului din pontoane, în noapte de 16/17 octombrie, divizia lui Avraham "Bren" Adan a traversat canalul și s-a îndreptat către sud, încercând să taie retragerea Armatei a 3-a egipteană, mai înainte ca aceasta să ajungă în siguranță în interiorul teritoriului egiptean. De asemenea, au fost trimise forțe de comando care să distrugă bateriile de rachete SAM care se mai aflau amplasate pe malul estic al canalului. Până pe 19 octombrie, israelienii au reușit să construiască patru poduri separate la nord de Marele Lac Amar, în ciuda bombardamentelor grele egiptene. La sfârșitul războiului, israelienii intraseră adânc în teritoriul egiptean, ajungând la 101 km de capitala țării, Cairo.

### Pe Platoul Golan
Pe Platoul Golan, sirienii au atacat cele două brigăzi și 11 baterii de artilerie cu 5 divizii și 188 baterii. La izbucnirea luptelor, 188 de tancuri evreiești au trebuit să facă față asaltului a 2.000 de tancuri siriene. Toate tancurile israeliene aflate pe Platoul Golan au fost implicate fără mijlocire în luptă în faza inițială a atacului. Comandouri siriene transportate pe calea aerului cu ajutorul elicopterelor au reușit să cucerească cel mai important punct fortificat israelian din zonă (Jabal al Shaikh - Muntele Hermon), unde erau amplasate numeroase echipamente de supraveghere. 

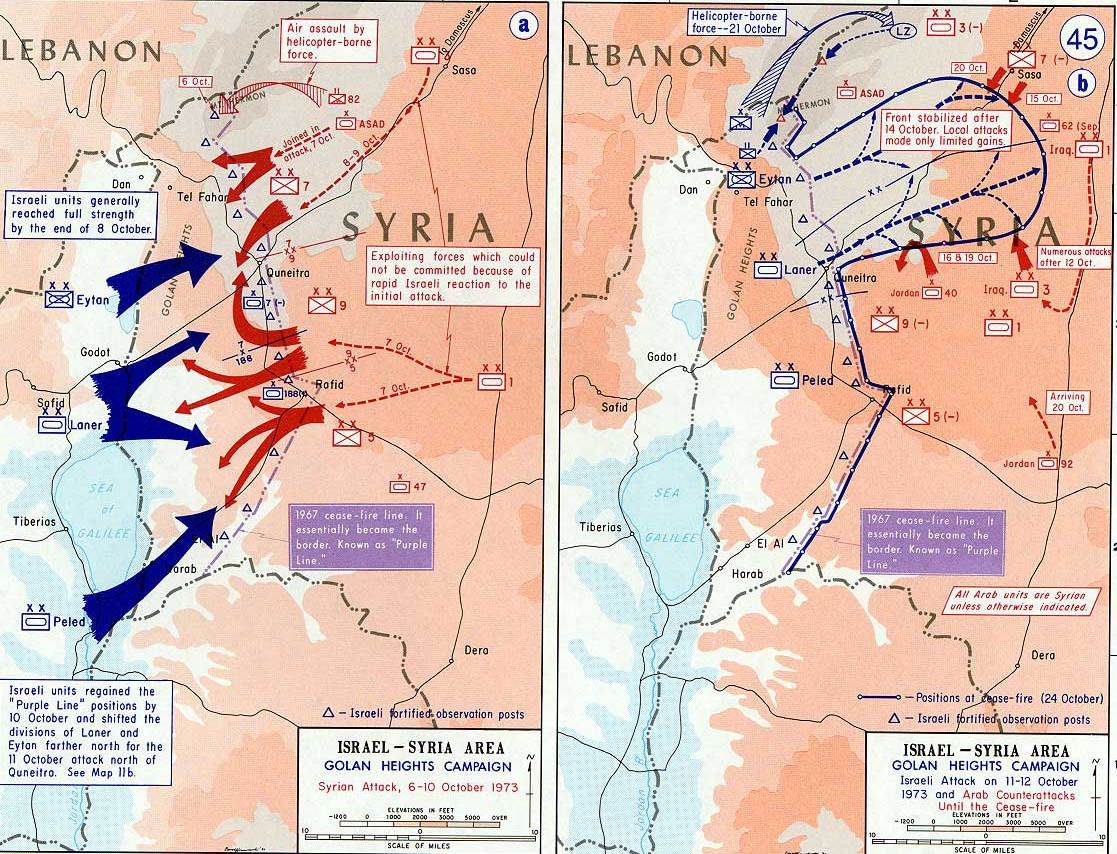
Campania pe de Platoul Golan

Luptelor de pe Platoul Golan li s-a acordat o importanță de prim rang de către Înaltul Comandament Israelian. Luptele din Sinai erau suficient de depărtate de teritoriul național pentru a nu reprezenta o amenințare imediată pentru Israel. Dacă Platoul Golan ar fi fost cucerit însă, sirienii ar fi putut avansa chiar pe teritoriul israelian. În zona de conflict din nord au fost trimiși rezerviști mobilizați în grabă. Ei au fost îmbarcați pe tancuri fără să se mai aștepte reconstituirea echipajelor așa cum fuseseră antrenate în timp de pace, cu mitralierele nemontate și trecând peste operațiunea de reglare a tirului tunurilor blindatelor.
La fel ca și egiptenii în Sinai, sirienii au avut grijă să stea tot timpul în raza de acoperire a bateriilor de rachete SAM. La fel ca și în Sinai, au utilizat din plin armamentul antitanc de producție sovietică, care, totuși, datorită terenului accidentat, s-a dovedit mai puțin eficient decât în deșert.
Sirienii considerau că israelienii au nevoie cel puțin de 24 de ore pentru deplasarea rezervelor pe linia frontului. În realitate, rezervele israelienilor s-au angajat în luptă la numai 15 ore după începerea ostilităților.
La sfârșitul primei zile de lupte, sirienii, care la început îi depășeau pe israelieni în proporție de 9:1, au avut numai câteva succese modeste. Spre sfârșitul zilei, o brigadă siriană de tancuri care a traversat prin pasul Rafid, s-a îndreptat către nord-vest pe un drum puțin folosit, cunoscut ca Drumul Conductei transarabe, care străbătea Platoul Golan în diagonală. Acest drum s-a dovedit a fi cea mai importantă locație strategică a întregii bătălii. Drumul ducea direct de la punctul străpungerii siriene către Nafah, care era nu numai locul în care se afla cartierul general al diviziilor israeliene, ci și cea mai importantă intersecție de drumuri de pe Înălțimi. În timpul nopții, locotenentul Zvika Greengold, care ajunsese pe front doar cu echipajul și cu tancul pe care îl comanda, fără a fi sprijinit de alte care de luptă, a reușit să țină piept atacului arab până la sosirea ajutoarelor. În următoarele 20 de ore, Forța Zvika, așa cum ajunsese să fie cunoscut  echipajul în transmisiunile radio, a lupta neîntrerupt cu tancurile siriene singur, sau în cadrul unor subunități, schimbând 6 tancuri după ce acestea fuseseră scoase din luptă de focul inamicilor. Locotenentul a fost rănit și a suferit arsuri, dar a rămas în luptă, intervenind în luptă în momentele critice din direcții neașteptate pentru a schimba cursul luptelor de hărțuială.  Pentru faptele sale de arme, Zvika a devenit erou național în Israel.
De-a lungul a patru zile de luptă, Brigada blindată a 7-a israeliană a reușit să-și păstreze pozițiile pe flancul nordic al cartierului general din Nafah. Pentru anumite motive, care și azi sunt necunoscute, sirienii, deși s-au aflat pe punctul de a cuceri localitatea, s-au oprit la porțile orașului, permițând israelienilor să-și  pună la punct apărarea. O explicație plauzibilă ar fi aceea că sirienii calculaseră o distanță de înaintare, iar comandanții din teren nu au vrut să schimbe ceva din planul prestabilit. În sudul frontului, însă, Brigada blindată Barak, lipsită de orice apărare naturală, a avut pierderi grele. Comandantul brigăzii, locțiitorul lui și șeful de stat major au fost uciși în a doua zi de lupte, fiecare în tancul lui, în vreme ce sirienii încercau cu disperare să străpungă liniile inamice către Marea Galileii și către Nafah. În acest punct al luptelor, brigada israeliană a încetat să funcționeze ca o unitate militară organizată, fiecare tanc și echipaj rămase în luptă continuând bătălia pe cont propriu.
Situația de pe Platoul Golan s-a schimbat odată cu sosirea rezervelor israeliene, care au reușit să oprească atacul sirian și, începând cu 8 octombrie, să respingă forțele siriene către pozițiile de plecare. Suprafața Platoului Golan era prea mică pentru a permite manevre de amploarea celor din Deșertul Sinai, dar s-au dovedit de o importanță strategică majoră pentru apărarea israeliană și pentru împiedicarea avansării siriene. Până miercuri, 10 octombrie, ultima unitate siriană din sectorul central fusese respinsă dincolo de "linia roșie", care fusese linia de demarcație din perioada de dinaintea izbucnirii războiului.
În acest moment trebuia luată decizia opririi luptelor pe linia de încetare a focului din 1967, sau de continuare a războiului în teritoriul sirian. Înaltul Comandament Israelian a petrecut toată ziua de 10 octombrie dezbătând această problemă, până noaptea târziu. Dacă unii erau favorabili dezangajării militare, care ar fi permis trimiterea rezervelor în Sinai, unde cu două zile mai devreme israelienii fuseseră înfrânți în mod clar la Hizayon, o altă parte a ofițerilor era in favoarea continuării atacului către Damasc, ceea ce, în concepția lor, ar fi trebuit să scoată Siria din război și, pe de altă parte, ar fi salvat imaginea Israelului de putere militară supremă în Orientul Mijlociu, plus că ar fi asigurat condiții mult mai favorabile pentru tratativele de pace care aveau să urmeze. Cei care se opuneau acestei decizii considerau că Siria își organizase o apărare foarte eficientă în profunzime, cu șanțuri antitanc, câmpuri minate și puncte fortificate. După părerea lor, era mai bine să se continue lupta pe pozițiile defensive de pe platou, decât să implice armata israeliană în lupta din câmp deschis, unde numărul mare de militari și cantitatea sporită de echipament de luptă putea lesne să încline balanța în favoarea arabilor. Primul ministru a văzut însă care era punctul critic al întregii discuții: era nevoie de patru zile pentru a transfera o divizie din nord în sud. Dacă războiul s-ar fi terminat în decursul acestor patru zile, Israelul ar fi pierdut teritoriu în Sinai și nu ar fi câștigat nimic în nord, ceea ce ar fi fost o înfrângere gravă din punctul de vedere al evreilor. Acest război era o problemă politică și Meir a hotărât să traverseze linia roșie. Atacul avea să fie lansat a doua zi, joi, 11 octombrie.
De pe 11 până pe 14 octombrie, forțele israeliene au avansat în Siria, cucerind un teritoriu de 65 km²  în regiunea Bashan. De aici, artileria grea israeliană era capabilă să bombardeze periferiile Damascului, aflat la 40 km distanță.
Cum pozițiile arabilor pe câmpurile de luptă se deteriorau, presiunea exercitată asupra regelui Hussein pentru implicarea în luptă a armatei iordaniene a crescut fără întrerupere. El a găsit o cale de compromis pentru a ajuta lupta arabilor, fără a provoca atacurile aviației israeliene. Astfel, Iordania a trimis o forța expediționară în Siria. El a informat Israelul despre intențiile sale prin intermediari americani, în speranța că Israelul va accepta că asta nu este un casus belli care să justifice un atac împotriva Iordaniei. Dayan a refuzat să ofere orice fel de asigurări, dar Israelul nu avea intenția să deschidă încă un nou front de luptă.
Irakul a trimis la rândul lui o forță expediționară pe Platoul Golan, formată din aproximativ 30.000 de oameni, 500 de tancuri și 700 de transportoare blindate. Sosirea diviziilor irakiene a fost o surpriză pentru Marele Stat Major Israelian, care se aștepta la o avertizare de cel puțin 24 de ore din partea serviciilor de spionaj. Intrarea irakienilor în luptă a fost o surpriză operațională, ei atacând în flancul sudic mai expus al armatelor blindate israeliene, oprindu-le acestora avansarea și silindu-le să se retragă pentru a preîntâmpina încercuirea.
Contraatacul combinat siriano-irakiano-iordanian a împiedicat obținerea altor victorii de către israelieni și cucerirea unor noi teritorii. Dar, pe de altă parte, forțele arabe reunite nu au reușit să-i scoată pe evrei din regiunea pe care o cuceriseră deja.
Pe 22 octombrie, infanteria și comandourile  israeliene au reușit, suferind pierderi foarte grele, să recucerească avanpostul de pe Muntele Hermon, apărat de lunetiștii sirieni bine fortificați. Atacul din urmă cu două săptămâni se soldase cu 25 de morți și 67 de râniți, iar cel de-al doilea atac a crescut numărul victimelor cu încă 55 de morți și 79 de râniți.

### Lupta pe mare

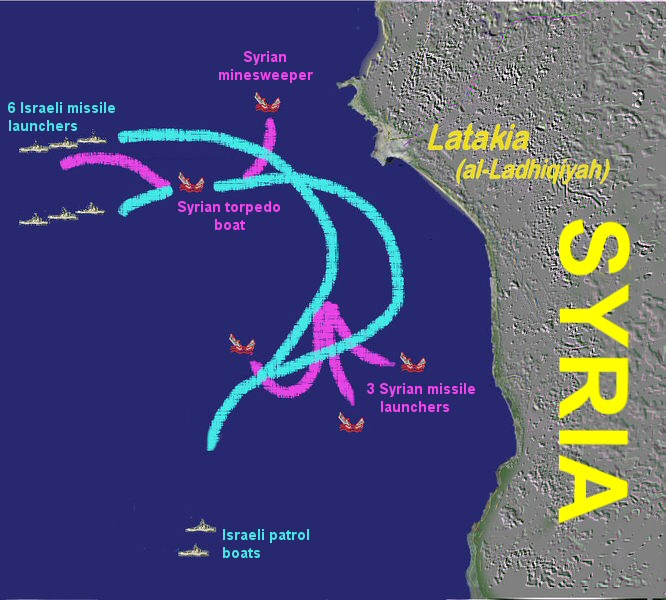
Schema bătăliei de la Latakia

Bătălia de la Latakia a fost bătălie care a vut loc pe 7 octombrie, fiind încheiată cu o victorie importantă a israelienilor împotriva sirienilor, datorată în principal navelor purtătoare de rachete dotate cu echipament de bruiaj electronic. Această bătălie a fost prima lupta din lume dintre navele echipate cu rachete sol-sol. De asemenea, această bătălie a schimbat statutul de "cenușăreasă" a marinei în cadrul  forțelor militare israeliene. După această bătălie și încă câteva mici confruntări, navele militare siriene și egiptene au rămas ancorate în porturile lor, ceea ce a permis aprovizionarea continua a israelienilor pe mare de către americani. Contrar părerii comune, aproximativ 96% din totalul materialelor aprovizionate din străinătate a fost adus pe mare, nu pe calea aerului.

Marina israeliană a avut mai puțin succes în spargerea blocadei maritime egiptene din Marea Roșie, ceea ce a dus la restrângerea realimentării cu petrol prin portul Eilat. Israel nu avea suficiente nave purtătoare de rachete în Marea Roșie pentru a reuși spargerea blocadei.
De câteva ori în timpul războiului, marina israeliană a efectuat raiduri împotriva porturilor egiptene. Scopul acestor atacuri a fost acela de distrugere a vaselor egiptene folosite pentru transportarea comandourilor proprii în spatele liniilor israeliene. Efectul acestor raiduri a fost neglijabil.

### Participarea altor state
În afară de Egipt, Siria, Iordania și Irak, alte câteva națiuni arabe au fost implicate în război, asigurând arme sau bani combatanților. Suma acestor ajutoare este necunoscută.
Arabia Saudită și Kuweitul au oferit anumite ajutoare financiare și au trimis o forță simbolică să participe la lupte. Marocul a trimis trei brigăzi pe front. Palestinienii au participat de asemenea cu trupe la lupte. Pakistanul a trimis pe front 16 piloți militari.
Din 1971 până în 1973, Muammar Gaddafi, liderul Libiei, a trimis avioane de vânătoare Mirage și a oferit aproximativ 1 miliard $ pentru finanțarea războiului. Algeria a trimis escadrile de avioane de vânătoare și bombardament, brigăzi blindate și zeci de tancuri. Tunisia a trimis peste 1.000 de soldați care au lucrat pentru armata egipteană în Delta Nilului, iar Sudanul a trimis 3.500 de soldați.
Radioul național ugandez a afirmat că Idi Amin a trimis niște soldați ugandezi să lupte împotriva Israelului. Cuba a susținut că a trimis de asemenea aproximativ 1.500 de soldați, tancuri și elicoptere care au fost angajate în lupte împotriva armatei israeliene.

### Armamentul
Armatele arabe erau echipate cu armament fabricat în principal în Uniunea Sovietică, în vreme ce armamentul israelian era de producție occidentală. Tancurile arabe T-62 erau echipate cu dispozitive de vedere pe timpul nopții, în timp ce tancurile israeliene nu erau dotate cu așa ceva.
| Tip        | Armatele arabe                                                   | Armata israeliană                                                                                       |
| ---------- | ---------------------------------------------------------------- | --- |
| Tancuri    | T-54 și T-55, T-62, T-34 și PT-76                                | Super Sherman, Patton, Centurion, AMX și aproximativ 200 T-54, T-55 și PT-76 capturate                  |
| Avioane    | MiG-21, MiG-19, MiG-17, Su-7B, Tu-16, Il-28, Il-18, Il-14, An-12 | A-4 Skyhawk, F-4 Phantom II, Dassault Mirage III, Dassault Mystère IV, IAI Nesher, Sud Aviation Vautour |
| Elicoptere | Mi-6, Mi-8                                                       | Super Frelon, CH-53, S-58, AB-205, MD500 Defender                                                       |

## Încetarea focului și urmările imediate

### Armata a 3-a egipteană aflată în încercuire

Atunci când a început să fie aplicată încetarea focului, Israelul pierduse controlul asupra unor teritorii pe partea de vest a Canalului Suez (cu roșu), dar cucerise teritorii la est de Canal și pe Platoul Golan (cu maro).

Consiliul de Securitate al ONU a votat pe 22 octombrie Rezoluția nr. 338, care chema la încetarea ostilităților. Rezoluția a fost îndelung negociată de URSS și SUA. Rezoluția cerea încetarea focului între Israel și Egipt, dar nu și (cel puțin din punct de vedere tehnic) între Israel și Siria. Încetarea focului a început să fie aplicată 12 ore mai târziu, la ora 18:52. Deoarece a avut efect după căderea nopții, a fost imposibilă stabilirea liniilor frontului prin fotografiere din satelit, unde ar fi trebuit să se oprească luptele.
Când a intrat în acțiune acordul de încetare a focului, forțele israeliene erau la numai câteva sute de metri de obiectivul pe care și-l stabiliseră: cucerirea drumului care leagă Cairo și Suezul. Pe timpul nopții, există rapoarte israeliene prin care se afirmă că egiptenii ar fi încălcat înțelegerea de încetarea focului și ar fi distrus nouă tancuri evreiești. Ca răspuns, David Elazar ar fi cerut permisiunea de reluare a atacului spre sud, iar Moshe Dayan și-ar fi dat acordul. Israelienii au continuat atacul spre sud, au cucerit drumul de legătură mai sus-amintit și au prins în capcană Armata a 3-a egipteană aflată la est de Canalul Suez.
În dimineața zilei următoare, 23 octombrie, a început o activitate diplomatică plină de nervozitate. Avioanele sovietice de recunoaștere au confirmat că israelienii avansau către sud, iar URSS i-au acuzat pe aceștia de trădare. Într-o convorbire telefonică cu Golda Meir, Henry Kissinger ar fi spus: "Cum ar putea cineva spune vreodată unde este sau a fost linia frontului în deșert?" Meir ar fi răspuns: "Se va ști, fără doar și poate." Kissinger a aflat despre armata egipteană încercuită la scurtă vreme după aceea.
Kissinger și-a dat seama că situația din acel moment oferea Statelor Unite o șansă colosală: Egiptul depindea în totalitate de SUA ca să împiedice Israelul să distrugă armata sa încercuită, care nu avea acces la hrană  și apă potabilă. Poziția ar fi permis mai târziu SUA să medieze în conflict și să forțeze Egiptul să sa se depărteze de Uniunea Sovietică.
Ca urmare, Statele Unite a exercitat o presiune copleșitoare asupra Israelului să se abțină de la distrugerea armatei egiptene, amenințând chiar că va sprijini o rezoluție ONU care să forțeze Israelul să se retragă pe pozițiile de dinainte de 22 octombrie, dacă israelienii nu ar fi acceptat ca materialele nemilitare să fie livrate egiptenilor încercuiți. Într-o convorbire telefonică cu ambasadorul israelian Simcha Dinitz, Kissinger i-a spus că distrugerea armatei egiptene "este o opțiune care nu există".

### Acțiunile sovietice și americane
În același timp, Brejnev a trimis o scrisoare lui Nixon în noaptea de 23/24 octombrie, prin care liderul sovietic propunea ca un număr de contingente sovietice și americane să să fie dispuse astfel încât să asigure ca ambele părți respectă înțelegerile de încetarea focului. El a mai amenințat de asemenea: "O spun pe de-a dreptul, dacă voi găsiți că nu puteți acționa împreună cu noi în această privință, noi va trebui să luăm în considerație posibilitatea să facem în mod unilateral pașii cuveniți. Nu putem permite ca Israelul să acționeze în mod arbitrar." Altfel spus, sovieticii amenințau că intervin în război de partea egiptenilor.
Mesajul a sosit după ce Nixon se culcase. Kissinger a convocat o ședință cu cei mai importanți oameni de stat, printre care Secretarul cu Apărarea James Schlesinger, Directorul CIA William Colby și Șeful Personalului Casei Albe Alexander Haig. Scandalul Watergate ajunsese la punctul culminant, iar Nixon era așa de agitat și tulburat, încât au decis să rezolve problema fără să-l mai trezească.
În timpul întâlnirii s-a luat o hotărâre de comun acord, care a fost trimisă (în numele lui Nixon) lui Brejnev. În același timp,  gradul de alarmă (DEFCON) a fost ridicat de la 4 la 3, cel mai ridicat nivel din timp de pace. Mai apoi a fost aprobat un mesaj către Sadat (din nou în numele lui Nixon), prin care i se cerea să respingă oferta de ajutor din partea sovieticilor, amenințând că dacă aceștia din urmă acționau în favoarea egiptenilor, americanii ar fi ajutat în mod nemijlocit Israelul.
Sovieticii au detectat imediat creșterea gradului de alarmă nucleară americană și au fost de-a  dreptul uimiți și tulburați de răspuns. "Cine și-ar fi putut imagina că americanii pot fi speriați așa de ușor?" ar fi spus Nicolai Podgornîi. "Nu este înțelept să intrăm în război cu SUA din cauza Egiptului sau Siriei." ar mai fi adăugat și primul ministru Alexei Kosîghin, în timp ce șeful KGB-ului Iuri Andropov ar fi adăugat: "Nu vom dezlănțui al treilea război mondial!" În cele din urmă, sovieticii s-au împăcat cu ideea înfrângerii suferite de arabi. Scrisoarea americanilor a sosit la Moscova în timpul întâlnirii. Brejnev a decis că americanii erau prea nervoși și că cea mai bună acțiune ar fi fost să aștepte răspunsul egiptenilor. În dimineațâ următoare, egiptenii au fost de acord cu propunerile americane, criza fiind încheiată.

### Încetarea ostilităților pe frontul de nord
Pe frontul de nord, Siria se pregătea pentru un contraatac masiv programat pentru 23 octombrie. În plus față de cele 5 divizii siriene, Irakul a amai adăugat încă două atacului, alăturându-se și contingente mai mici din alte țări arabe, inclusiv din Iordania. Sovieticii înlocuiseră între timp tancurile pierdute de sirieni la începutul războiului.
Totuși, cu o zi mai înainte de declanșarea ofensivei, ONU a impus o încetarea a focului (după acceptarea acesteia de către Israel și Egipt). Acceptarea de către Egipt a încetării focului în ziua de luni 22 octombrie, a creat pentru Assad o situație extrem de dificilă. Încetarea focului nu-l afecta și pe el, dar implicațiile ei nu puteau fi ignorate de Siria. O parte a Statului Major sirian era în favoarea declanșării atacului, afirmând că dacă s-ar fi procedat astfel, și Egiptul s-ar fi simțit obligat să continue lupta. Totuși, alții  au afimat că o continuare a războiului ar fi legitimizat eforturile israelienilor să distrugă Armata a 3-a egipteană. În acest caz, Egiptul nu ar fi venit în ajutorul Siriei când Israelul ar ataca cu toată forța în nord, distrugând infrastructura siriană si, probabil, atacând Damascul.
În cele din urmă, Assad a luat hotărârea de a anula ofensiva, iar, pe 23 octombrie, Siria a anunțat că acceptă încetarea focului. Guvernul irakian și-a rechemat trupele în țară.

### Negocierile de după încetarea focului
Pe 24 octombrie, Consiliul de Securitate al ONU a votat Rezoluția nr. 339 prin care se cerea tuturor părților acceptarea și respectarea încetării focului în condițiile prevederilor Rezoluției nr. 338. Încetarea focului nu a însemnat și oprirea ciocnirilor de-a lungul liniei frontului și nu a risipit tensiunea militară. Având armata a 3-a izolată, lipsită de orice posibilitate de aprovizionare, egiptenii aveau o mare masă de oameni ostatică în mâinile israelienilor.
Israelul a primit amenințarea lui Kissinger (de sprijinire a soluției ONU de retragere), dar mai înainte de a da vreun răspuns, consilierul egiptean pentru securitatea națională a trimis lui Kissinger un mesaj surprinzător: Egiptul era gata să înceapă discuții directe cu israelienii, în condițiile în care aceștia din urmă erau de acord cu aprovizionarea Armatei a 3-a cu materiale nemilitare (hrană și apă potabilă) și de asemenea erau de acord cu o încetare completă a focului.
Discuțiile au avut loc pe 28 octombrie, fiind purtate de generalul maior israelian Aharon Yariv și de generalul maior egiptean Muhammad al-Ghani al-Gamasy. În cele din urmă, Kissinger a dus propunerile lui Sadat, care a fost de acord cu aproape toate punctele fără multă discuție. Punctele de control ale ONU urmau să fie instalate în locul celor israeliene, aprovizionarea armatei a 3-a cu hrană, apă și medicamente era permisă în continuare, urma să înceapă schimbul de prizonieri de război. A urmat o întâlnire la Geneva și, în cele din urmă, a fost semnată o înțelegere de armistițiu. Pe 18 ianuarie, Israelul a semnat o înțelegere de retragere de pe malul estic al canalului, iar ultimii militari israelieni s-au retras în partea de est a canalului pe 5 martie 1974.
Pe frontul sirian, naveta diplomatică a lui Kissinger a dus la semnarea unei înțelegeri de dezangajare militară pe 3 mai 1974, în condițiile schimbului de prizonieri de război, retragerii israelienilor dincolo de linia roșie și a stabilirii unei zone tampon a Națiunilor Unite. Această înțelegere a pus capăt hărțuielilor și duelurilor de artilerie care erau frecvente pe linia de încetare a focului. A fost stabilită instalarea în regiuna Golanului a UN Disengagement and Observer Force – Forța de dezangajare și observare a Națiunilor Unite.

## Efectele pe termen lung ale războiului
Discuțiile de pace de la sfârșitul războiului a fost primul eveniment în care oficialii israelieni și arabi s-au întâlnit în cadrul unor întâlniri publice de la încheierea războiului din 1948.
Pentru națiunile arabe, în mod particular pentru Egipt, trauma psihologică suferită în urma înfrângerii din războiul de șase zile a fost vindecată. În multe privințe, le-a permis să negocieze cu israelienii de pe alte poziții, mult mai favorabile. Totuși, datorită succeselor limitate din Sinai, în ciuda unor reușite deosebite din primele primele zile ale atacului, cât și datorită faptului ca Israelul a reușit să ocupe un teritoriu mai mare decât avusese mai înainte pe Platoul Golan și reușise să cucerească o zonă pe continentul african, se pare ca liderii arabi au ajuns la concluzia că inamicul comun nu poate fi învins pe cale militară și de aceea opțiunea negocierilor a părut tot mai demnă de luat în seamă.
Războiul a avut un efect neașteptat în Israel. După victoria din războiul de șase zile, armata israeliană devenise mulțumită de sine. Șocul înfrângerilor din primele zile ale războiului a fost o lovitură psihologică extraordinar de puternică pentru majoritatea israelienilor, care trăiau cu impresia că statul lor deține supremația militară în regiune. Până la urmă și-au dat seama că, în timp, au ajuns la o situație uimitoare și practic fără precedent: aceea că, în condițiile unui atac-surpriza pe două fronturi, cu grosul armatei nemobilizate, confruntată cu o situație a câmpurilor de luptă extrem de dinamică, lipsită de inițiativă tactică și strategică, țara s-a aflat în pragul colapsului.  Deși, în câteva zile țara și-a recăpătat echilibrul, iar în mai puțin de două săptămâni armata israeliană ajunsese să amenințe capitalele celor doi inamici principali, pierderile în oameni și materiale de război fuseseră imense.
Ca răspuns al sprijinului american pentru israelieni, națiunile OAPEC – membrii arabi ai OPEC – în frunte cu Arabia Saudită, au decis pe 17 octombrie să reducă producția de petrol cu 5% pe lună și au lansat amenințarea unui embargo. Președintele Nixon a cerut Congresului SUA pe 18 octombrie să aprobe fonduri de 2.2 miliarde de dolari pentru aprovizionarea cu arme a Israelului. Pe 20 octombrie, în plin război, Arabia Saudită, iar ulterior și alte națiuni arabe, au impus un embargo împotriva SUA și a altor țări, ceea ce a dus la provocarea crizei petrolului din 1973. Deși se crede că această reacție a fost urmare a războiului, s-a aflat în cele din urmă că embargoul a fost o măsură coordonată, hotărâtă încă din august 1973, după o vizită secretă a lui Anwar Sadat în Arabia Saudită.
Succesul inițial a dus la creștere popularității lui Sadat, asigurându-i un control mult mai puternic asupra societății egiptene și condițiile pentru lansarea reformelor pe care le considera necesare. Popularitatea lui avea să scadă cu timpul, iar în revoltele antiguvernamentale din Cairo din 1977 s-a strigat: "Erou al traversării, unde este micul nostru dejun? " ("يا بطل العبور، فين الفطور؟", "Yā batl al-`abūr, fēn al-futūr?").

### Răsturnarea de situație din Israel
După patru luni de la sfârșitul războiului,  au început proteste antiguvernamentale. Ele au fost conduse de Moti Ashkenazi, comandantul fortificației "Budapesta", cel mai nordic fort al liniei Bar-Lev, singurul care nu fusese capturat de egipteni în timpul războiului.
La 24 noiembrie 1973 președintele Israelului, profesorul Ephraim Katzir a rosit un discurs în care a încercat să explice surpriza provocată Israelului de declanșarea războiului:
„După ce vor fi analizate toate faptele legate de război, vom găsi că s-au comis nu puține neglijențe, îmi iau riscul să spun, neglijențe militare și politice, neglijențe de care, cu toții suntem vinovați. Aceasta deoarece am vrut să trăim într-o lume utopică, care nu era cu totul identică cu realitatea în care ne aflam”
. 
Această afirmație a revoltat pe mulți, fiind interpretată ca o încercare de a minimaliza responsabilitatea conducerii,dar se vede că intenția președintelui era cea de a provoca o reexaminare introspectivă a faptelor și concepțiilor.  
Nemulțumirile față de guvernul israelian, față de ministrul Dayan în particular, erau la cote extrem de ridicate. Shimon Agranat, președintele Curții Supreme, a fost însărcinat să conducă o investigație asupra evenimentelor care au dus la declanșarea războiului și la înfrângerile din prima parte a războiului.
Comisia formată în acest scop a publicat raportul preliminar pe 2 aprilie 1974. Șase oameni au fost găsiți vinovați de eșecurile israeliene:
- David Elazar, șeful Marelui Stat Major, a cărui demitere a fost recomandată, a fost găsit "personal responsabil pentru evaluarea greșită a situației și pentru slaba pregătire a armatei."
- Eli Zeira, șeful contraspionajului, și adjunctul său, Aryeh Shalev, au fost propuși pentru demitere.
- Locotenent-colonelul Bandman, șeful biroului pentru Egipt al Directoratului de Informații Militare și locotent-colonelul Gedalia, șeful spionajului pentru frontul sudic, au fost propuși pentru transferarea din cadrul serviciilor de contraspionaj.
- Shmuel Gonen, comandantul frontului de sud, a fost recomandat de raportul inițial pentru trecerea în rezervă. El a fost forțat să demisioneze după publicarea raportului final al comisiei de investigație, care l-a găsit vinovat de neîndeplinirea datoriilor militare.[73]

În loc să calmeze opinia publică, raportul a reușit mai degrabă s-o inflameze. Deși raportul i-a exonerat pe Meir și Dayan de toate responsabilitățile, vocile publice care cereau demisiile celor doi au devenit din ce în ce mai puternice.
În cele din urmă, pe 11 aprilie 1974, Golda Meir a demisionat. A urmat la scurtă vreme și demisia cabinetului său. Dayan se oferise să demisioneze de două ori până în acel moment, de fiecare dată demisia sa fiind respinsă de primul-ministru. Yitzhak Rabin, care cea mai mare parte a războiului fusese consilier neoficial al lui Elazar, a devenit noul șef al guvernului format în iunie 1974.
În 1999, pentru evitarea unor situații similare cu cele intervenite în timpul războiului din 1973, conducerea politică israeliană a decis formarea unui Consiliu de Securitate pentru coordonarea acțiunii organelor de securitate și informații și între acestea și ramura politică.

### Acordurile de la Camp David
Guvernul lui Rabin a fost zguduit de o serie de scandaluri și a fost forțat să demisioneze în 1977. Partidul de dreapta Likud, condus de Menachem Begin, a câștigat alegerile din 1977 și pentru prima oară de la fondarea Israelului, o coaliție condusă de alt partid decât Partidul Muncii a ajuns la putere.
Sadat, care a declanșat războiul din 1973 pentru recucerirea Sinaiului, era din ce în ce mai nemulțumit de procesul de pace prea lent. În noiembrie 1977, el a avut o inițiativă fără precedent și a vizitat Israelul, fiind primul șef de stat arab care a ținut un discurs în Knesset. Prin aceste acțiuni, Sadat a recunoscut implicit Israelul.
Această vizită a dat un nou impuls procesului de pace. Președintele Statelor Unite ale Americii, Jimmy Carter, i-a invitat pe cei doi lideri, Sadat și Begin, să participe la un summit la Camp David, pentru negocierea unui tratat de pace. Negocierile au avut loc între 5 și 17 septembrie 1978. Negocierile s-au încheiat cu semnarea acordului de pace israeliano-egiptean din 1979. Conform acordului de pace, Israelul urma să-și retrăgă din Sinai trupele și coloniștii în schimbul unor relații normale cu Egiptul și a unei păci durabile.
Comunitatea arabă a fost scandalizată de semnarea acestui tratat de pace. Egiptul a fost exclus din Liga Arabă.
Anwar Sadat a fost asasinat doi ani mai târziu, pe 6 octombrie 1981, în timp ce urmărea o paradă militară marcând a opta aniversare a războiului de Iom Kippur, atentatorii fiind militari nemulțumiți de pacea cu Israelul.

### Comemorări
6 octombrie este sărbătoare națională în Egipt – Ziua Forțelor Armate.
În cinstea războiului, numeroase locuri din Egipt au primit numele de 6 Octombrie sau 10 Ramadan, (echivalentul lui 6 octombrie în calendarul islamic).